# Gul örtblomfluga
Gul örtblomfluga (Cheilosia pallipes) är en tvåvingeart som först beskrevs av Friedrich Hermann Loew 1863.  I den svenska databasen Dyntaxa används istället namnet Cheilosia flavissima. Gul örtblomfluga ingår i släktet örtblomflugor, och familjen blomflugor. Arten är reproducerande i Sverige. Inga underarter finns listade i Catalogue of Life.